# Чорна Лужа
Чорна Лужа (біл. вёска Чорная Лужа) — село в складі Мядельського району Мінської області, Білорусь. Село підпорядковане Свірській селищній раді, розташоване в північній частині області.